# Martinet (Vendée)

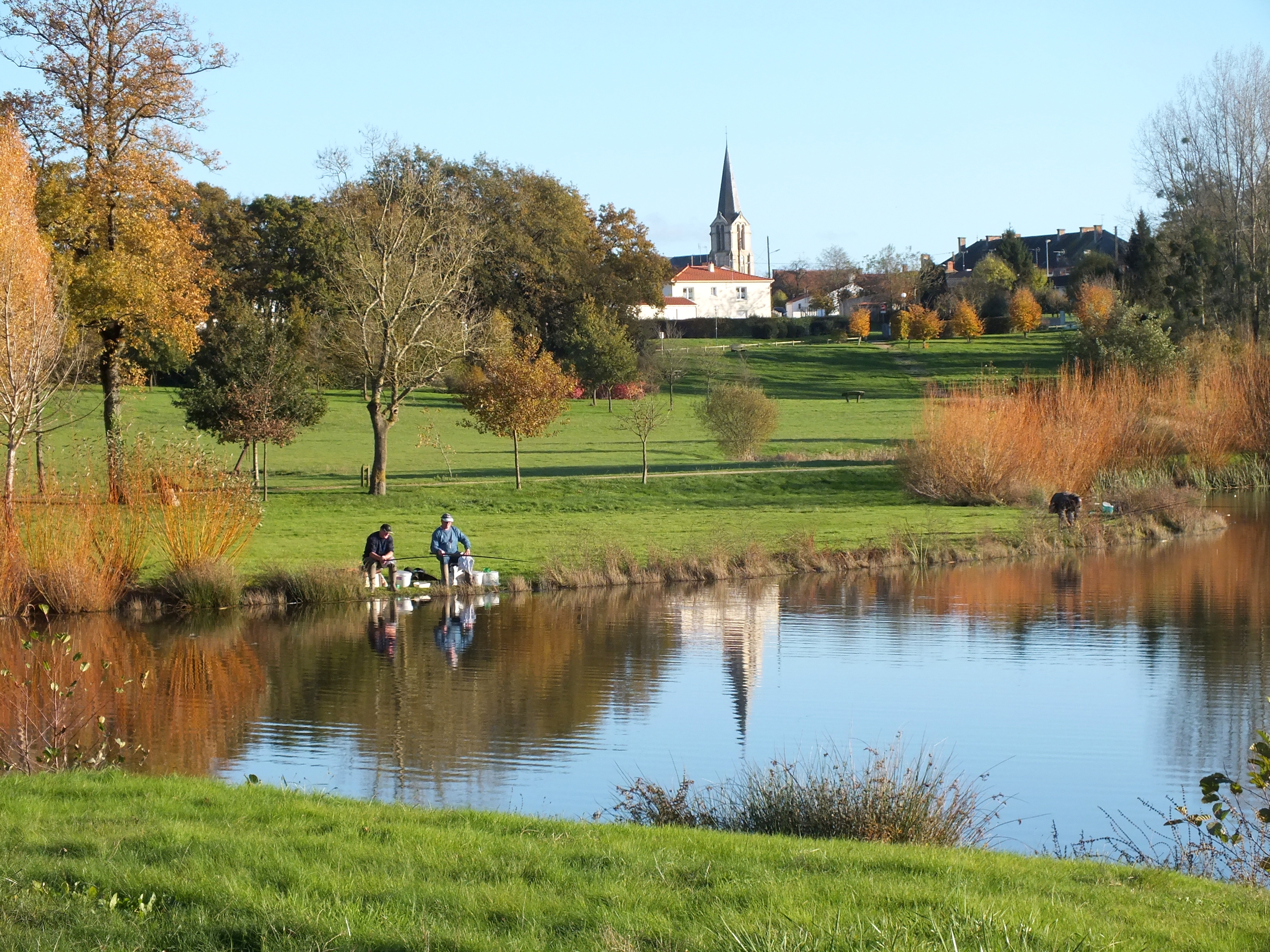
Uitzicht op het park

Martinet is een gemeente in het Franse departement Vendée (regio Pays de la Loire) en telt 689 inwoners (2004). De plaats maakt deel uit van het arrondissement Les Sables-d'Olonne.

## Geografie
De oppervlakte van Martinet bedraagt 18,0 km², de bevolkingsdichtheid is 38,3 inwoners per km².
De onderstaande kaart toont de ligging van Martinet (Vendée) met de belangrijkste infrastructuur en aangrenzende gemeenten.

## Demografie
Onderstaande figuur toont het verloop van het inwonertal (bron: INSEE-tellingen).

1. ↑  Populations de référence 2022.